# Eunidia pygmaea
Eunidia pygmaea är en skalbaggsart som beskrevs av Olof Immanuel von Fåhraeus 1872. Eunidia pygmaea ingår i släktet Eunidia och familjen långhorningar. Inga underarter finns listade i Catalogue of Life.